# Fene
Fene 43°26′51,73″B 8°10′15,27″T / 43,43333°B 8,16667°T là một đô thị ở phía tây bắc Tây Ban Nha, ở tỉnh A Coruña trong cộng đồng tự trị của Galicia.